# (1219) Britta
Pour les articles homonymes, voir Britta.
Ne doit pas être confondu avec (1071) Brita.
(1219) Britta est un astéroïde évoluant dans la ceinture principale, découvert le 6 février 1932 par l'astronome allemand Max Wolf depuis l'observatoire du Königstuhl.

## Compléments